# Heinrich Winter (Landrat)
Heinrich Winter (* um 1833; † 1898) war ein deutscher Verwaltungsbeamter im Herzogtum Sachsen-Coburg und Gotha.

## Leben
Heinrich Winter studierte Rechtswissenschaften an der Universität Jena. 1853 wurde er Mitglied des Corps Franconia Jena. Nach dem Studium trat er in den Dienst des Herzogtums Sachsen-Coburg und Gotha. In der Folge war er Landrat im Landratsamt Waltershausen. 1897 befand er sich im Ruhestand.

## Auszeichnungen
- Ernennung zum Geheimen Regierungsrat[1]